# Euro Hockey Tour 2010/2011
Euro Hockey Tour 2010/2011 är den femtonde upplagan av Euro Hockey Tour. Säsongen 2010/2011 vanns turneringen av Ryssland före Finland, Sverige och Tjeckien. Liksom föregående säsonger är en match per turnering utbruten från ordinarie spelplats och spelades på annan ort och i annat land.

## Turneringar

### Karjala Tournament
Karjala Tournament 2010/2011 spelades 11-14 november 2010, med den utbrutna matchen Tjeckien - Sverige i Tjeckien.

### Channel One Cup
Channel One Cup 2010/2011 spelades i Moskva, Ryssland, den 16-19 december 2010, med den utbrutna matchen Finland - Tjeckien i Finland.

### LG Hockey Games
LG Hockey Games 2010/2011 spelades i Globen, Stockholm, Sverige 10-13 februari 2011, med den utbrutna matchen Ryssland - Finland i Ryssland.

### Czech Hockey Games
Czech Hockey Games 2010/2011 spelas 21-24 april 2011, med den utbrutna matchen Sverige - Ryssland i Sverige.

## Tabell
| Lag      | S  | V | VÖ | FÖ | F | GM | IM | P  |
| -------- | -- | - | -- | -- | - | -- | -- | -- |
| Ryssland | 12 | 9 | 0  | 0  | 3 | 42 | 31 | 27 |
| Sverige  | 12 | 6 | 1  | 0  | 5 | 39 | 32 | 20 |
| Finland  | 12 | 3 | 1  | 2  | 6 | 27 | 33 | 13 |
| Tjeckien | 12 | 3 | 1  | 1  | 7 | 27 | 39 | 12 |

### Fotnoter
1. ↑  ”Sverige leder Euro Hockey Tour säsongen 2015/2016”. Svenska ishockeyförbundet. 27 februari 2016. Arkiverad från originalet den 22 december 2015. https://web.archive.org/web/20151222144348/http://www.swehockey.se/ImageVaultFiles/id_99984/cf_78/eht_2015-2016_sv.PDF. Läst 20 januari 2016.